# Olga Brandt-Knack
Olga Brandt-Knack   (* 29. Juni 1885 in Hamburg; † 1. August 1978 ebenda) war eine Hamburger Politikerin der Sozialdemokratischen Partei Deutschlands (SPD) und Mitglied der Hamburgischen Bürgerschaft.

## Leben und Kunst (Tanz)
Im Alter von zehn Jahren begann Olga Brandt in der Kindertanzschule des Hamburger Stadttheaters ihre tänzerische Laufbahn und brachte es 1907 zur Solotänzerin. Sie hatte eine Ausbildung im klassischen Ballett und Ausdruckstanz. Sie war Ballettmeisterin und Organisatorin von Tänzerkongressen. In der Zeit von 1900 bis 1933 war sie in der Hamburgischen Staatsoper tätig.

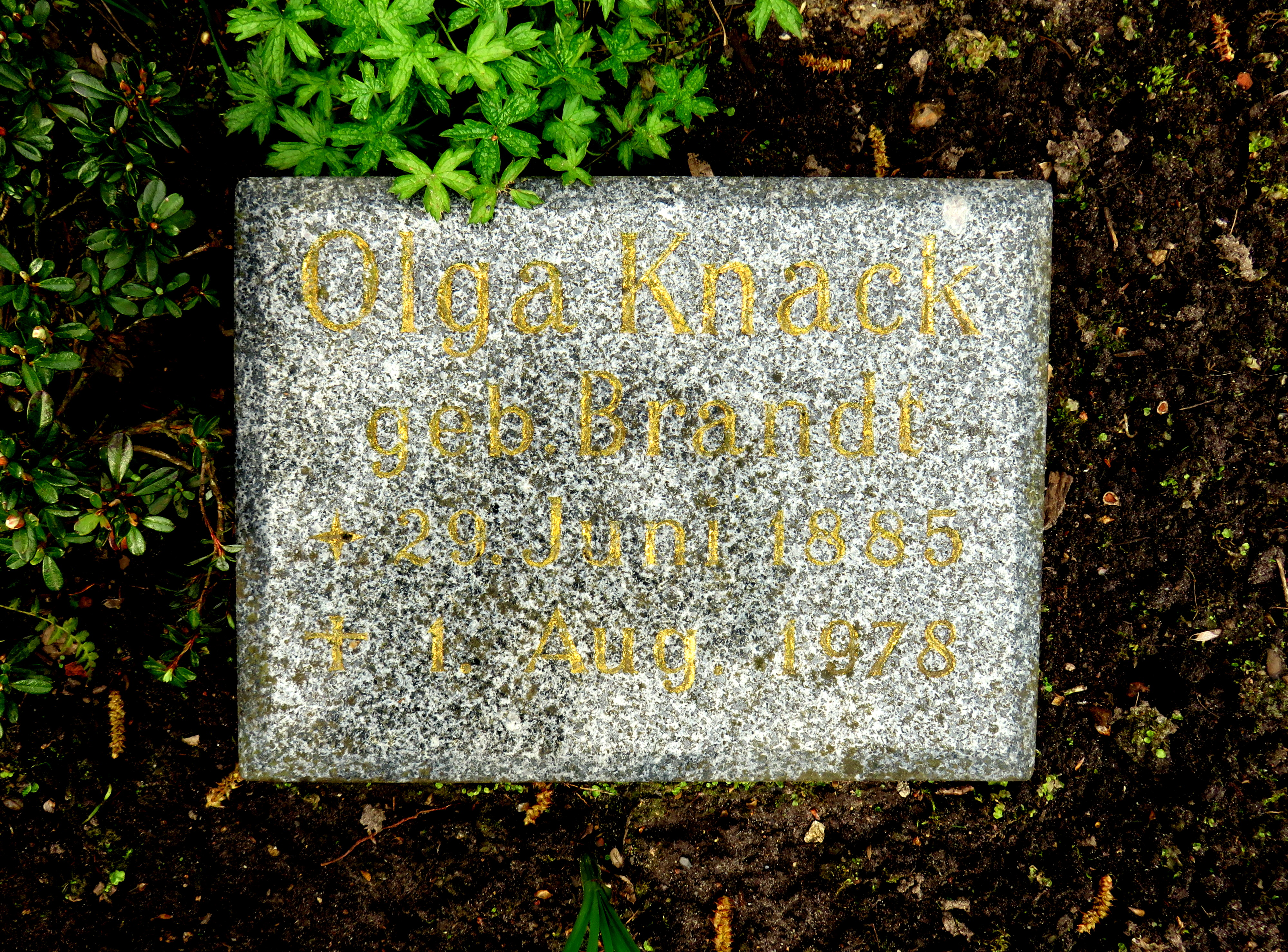
Grabstein im Garten der Frauen auf dem Friedhof Ohlsdorf

1908 gründete sie den Deutschen Tänzerbund, dessen Sprecherin sie wurde.
1920 heiratete sie den Sozialdemokraten Andreas Knack (1886–1956), der später Ärztlicher Direktor des Allgemeinen Krankenhauses Hamburg-Barmbeck war. Die Ehe wurde geschieden.
1933 wurde sie wegen „politischer Unverträglichkeit“ von den Nationalsozialisten aus der Staatsoper entlassen, auch musste sie ihre Tanzschule aufgeben. Später kam sie unter Gestapo-Aufsicht und vorübergehend in Haft. Während der Jahre, in denen sie ihrem erlernten Beruf nicht nachgehen konnte, arbeitete sie von 1934 bis 1942 mit ihrer Schwester als Sprechstundenhilfe. Zwischen 1943 und 1945 lebte sie bei Freunden auf dem Land.
Dokumente ihrer tänzerischen Tätigkeiten bewahrt das Deutsche Tanzarchiv Köln auf. Ihr Grabstein ist zur bleibenden Erinnerung im Garten der Frauen im Friedhof Ohlsdorf aufgestellt.
2018 beschloss der Hamburger Senat die Benennung der Olga-Brandt-Knack-Straße im Stadtteil Rothenburgsort.

## Politik
Von 1918 bis 1933 war sie Mitglied der SPD und kulturpolitische Referentin der „Genossenschaft der Bühnenangehörigen“. Nach dem Krieg 1945 trat sie ein zweites Mal in die SPD ein. 1948 wurde sie Frauenreferentin der Gewerkschaft Kunst und Mitbegründerin der Jugendorganisation „Die Falken“. 
Olga Brandt-Knack war vom 30. Oktober 1946 bis 1953 als SPD-Abgeordnete in der Hamburgischen Bürgerschaft. Im Anschluss war sie bis 1961 Deputierte der Polizeibehörde.